# سعید علی‌نژادیان
سعید علی‌نژادیان (زاده ۱ اردیبهشت ۱۳۵۵ - اندیمشک) کمک داور ایرانی فوتبال است. وی در سال ۱۳۷۷ داوری را شروع کرده و در سال ۲۰۱۰ وارد لیست فیفا شده‌است.

## شهرآورد تهران
سعید علی‌نژادیان در ۳ دربی بزرگ تهران کمک داور بوده‌است
| سه بازی که کمک داور بوده‌است |              |                        |                                                                    |
| دربی                        | تاریخ        | نتیجه بازی             | گروه داوری                                                         |
| شماره ۸۵                    | ۴ آبان ۱۳۹۶  | استقلال ۰ - پرسپولیس ۱ | بیژن حیدری -- رضا سخندان -- سعید علی‌نژادیان -- پیام حیدری          |
| شماره ۸۴                    | ۲۴ بهمن ۱۳۹۵ | استقلال ۳ - پرسپولیس ۲ | علیرضا فغانی -- محمدرضا منصوری -- سعید علی‌نژادیان -- اشکان خورشیدی |
| شماره ۷۸                    | ۲۷ دی ۱۳۹۲   | استقلال ۰ - پرسپولیس ۰ | سعید مظفری‌زاده -- حسن کامرانی‌فر -- سعید علی‌نژادیان -- علیرضا فغانی |

منبع